# هباس ابن هرشان
الشيخ الفارس هباس بن فهيد بن هباس اخو شاهة شيخ الربيعية من عبده شمر، ويطلق عليه ابن هرشان وهو لقب شيخ وفارس شجاع، ولد في حائل سنة 1288هـ، وشارك مع الأمير محمد بن عبد الله بن علي الرشيد والأمير عبدالعزيز الرشيد, ثم غضب عليه الأمير سعود بن عبد العزيز بن متعب الرشيد قبل عام 1333هـ، فشارك في معركة جراب منضما لجيش الملك عبد العزيز آل سعود، ثم عاد سنة 1338هـ مع شمر لمناصرة الأمير سعود بن عبد العزيز بن متعب الرشيد في الجوف، توفي هباس سنة 1387
مختصر

## معركة الجوف -
في عام 1338هـ الموافق 1920م ذهب المرحوم سعود بن رشيد غازيا نواف بن شعلان الذي كان محتلًا لمنطقة الجوف التابعه لحكم آل رشيد وكان غزاته في بداية الأمر كلهم من اهالي بلدته حائل وعندما طالت مدة الحرب بين الشعلان وآل رشيد عند ذلك استنجد الأخير بقبيلته شمر وكانت الحرب اولا بين المشاة والمشاة اما بعدما جاءت قبيلة الغازي ولا بد ان تكون المعركة شديدة وفاصلة : لم يكن من بين قبيلة شمر اي فارس غريب عن القبيلة اللهم الا ناصر بن سرحان العجمي ولم يكن ابن سرحان من الفرسان المجهولين، حتى لو خفي امره على بعض فرسان شمر بصفتهم باقصى شمال الجزيرة العربية، وابن سرحان في اقصى جنوبها، لو خفي على هؤلاء لما خفي على الفارس هباس بن هباس، وكان كل ما يخشاه هباس هو انه عندما يدنو فرسان الجانبين بعضها من البعض الآخر أن يتولى زمام المبادرة الفارس بن سرحان ومن ثم يتحين الفرصه الثانية ويهجم على العدو، بصورة مباغتة متقدما لفرسان قبيلة شمر، فان نجا بعد هذه المغامرة التي لا بعدها مغامرة يكون وقتها ربح لنفسه ورفاقه وسوف يكسب شهرة تطغى جميع فرسان ابن رشيد وهذه وحدها كافية للفارس ابن سرحان، وعندئذ سيقول حال لسانه بل سوف يتحدث الرواة والتاريخ بأن الذي تتقدم فرسان قبيلة شمر، وأرغمهم على الهجوم وكان العامل الأول بهزيمتهم لعدوهم هو الفارس ناصر ابن سرحان، وسوف تكون حقيقة تاريخية لا نستطيع جحودها وانكارها وهنا استدرك هباس :
وصاح باعلى صوته يا ناصر انظر فرسان الميسرة من قومنا متراخين، اذهب استحثهم ويمضي هباس بقوله : وحالما ذهب الضيف ابن سرحان ليقوم بتنفيذ الخطه صاح هباس برفاقه الفرسان ناخيا لهم كل من الفرسان الآتين : فهاد بن مسطح، سلامه السبيعي وفارس تناسيت أو نسيت اسمه، ولم يشعر ابن سرحان عندما سبقه الفرسان على خطته التي رسمها ولم يشعر بالحيلة، حتى كساه غبار خيل الفرسان المغاوير، عندك ذلك صرخ هباس صرخة عنيفة لها دوي مفجع، فأما هباس فقد اصيب برصاصه حرقت ساقه وقتلت فرسه واما فهاد بن مسطح فقد لقي حتفه واما السبيعي ودعيع فقد اصيب كل منهما بجراح خفيفة واما الفارس الاخير فقد قتلت فرسه كما اصيب بجرح بيده اليسرى، فأما الأمر الذي بنظري انه اهم من جميع ما ذكرناه هو أن المرحوم هباس بن هباس ورفاقه الاربعة، استطاعو ان يحرمو ابن سرحان من تقدمه عليهم، وتمكنو ان يجعلو ابن سرحان فارسا من الدرجة الثانية، اذا اعتبرنا أن أصحاب الامتياز الأول هم : الخمسة طليعة الفرسان الزاحفين وهذه حقيقة لا يسعنا الا الاعتراف بها من ناحية الواقعية . 

## اخو شاهة
عزوة الفارس الشهير/هباس بن هرشان الهباس من شيوخ شمر ومغاويرهم، رافق الملك عبد العزيز رحمه الله واشترك في بعض الوقعات الحربية في سنين توحيد البلاد السعودية وهو والد الشيخ نايف بن هباس صاحب روضة بن هباس المعروفة . 
والشيخ هباس بن فهيد بن هباس من مشايخ قبيلة شمر ومن فرسانها المعروفين، واشتهر ب"هباس بن هرشان الهباس"، وعاصر حكم الرشيد وأيضاً آل سعود، وولد "هباس" وفقاً لأرجح الأقوال حوالي عام 1868م، في مدينة حائل وينتسب لعشيرة الويبار من عبده من شمر -إحدى كبيريات قبائل الجزيرة العربية-، وعزوته "أخو شاهة". 

## هباس بن هرشان
الشيخ هباس تعرض للغزو هو ومن معه في منطقة ام رضمه واستطاع بفروسيته بصد الغزاة 
ومما يذكر في هذا الغزو وثيقة مرسلة الى الشيخ أحمد الجابر الصباح حاكم دولة الكويت ذُكر فيها عن غزوة فيصل الدويش وكون على شمر في هذا السياق :
الهجوم كان على شمّر العاصي بن شريم الشمري و هباس بن هباس والوثيقة كاملة : 

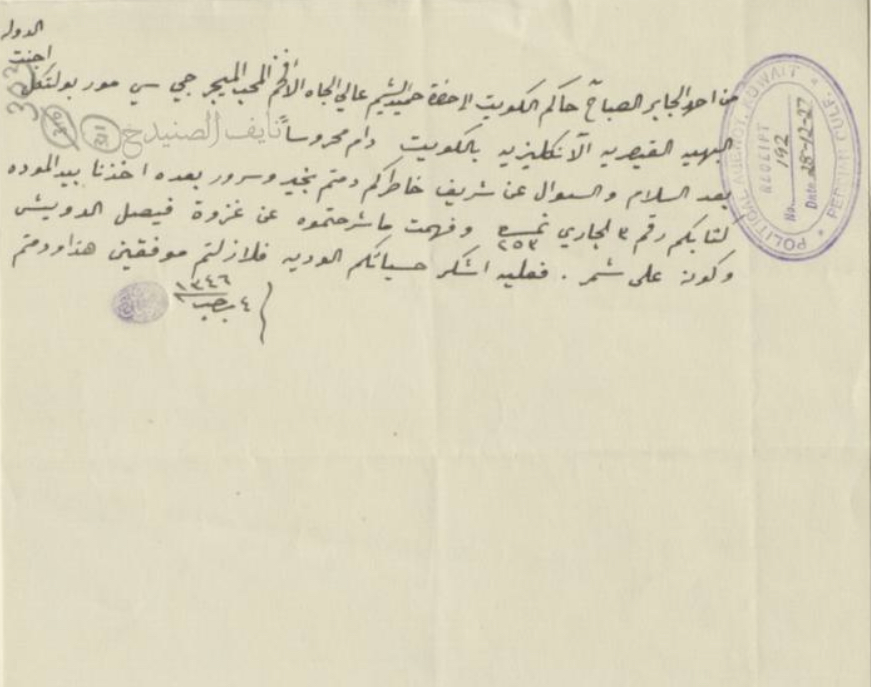
وثيقة مرسلة الى بن صباح عام 1346 هـ

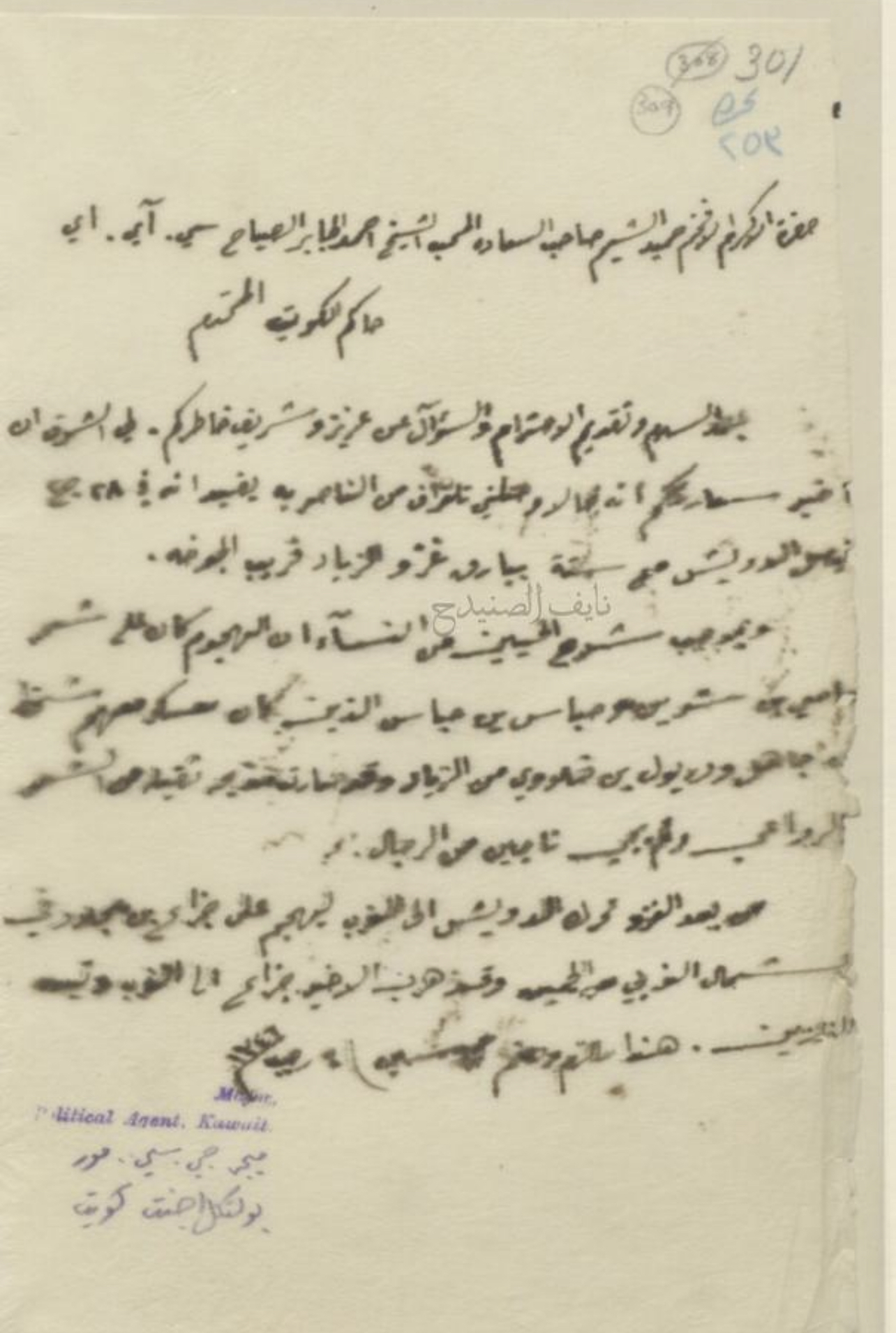
وثيقة مرسلة الى بن صباح عام 1346 هـ

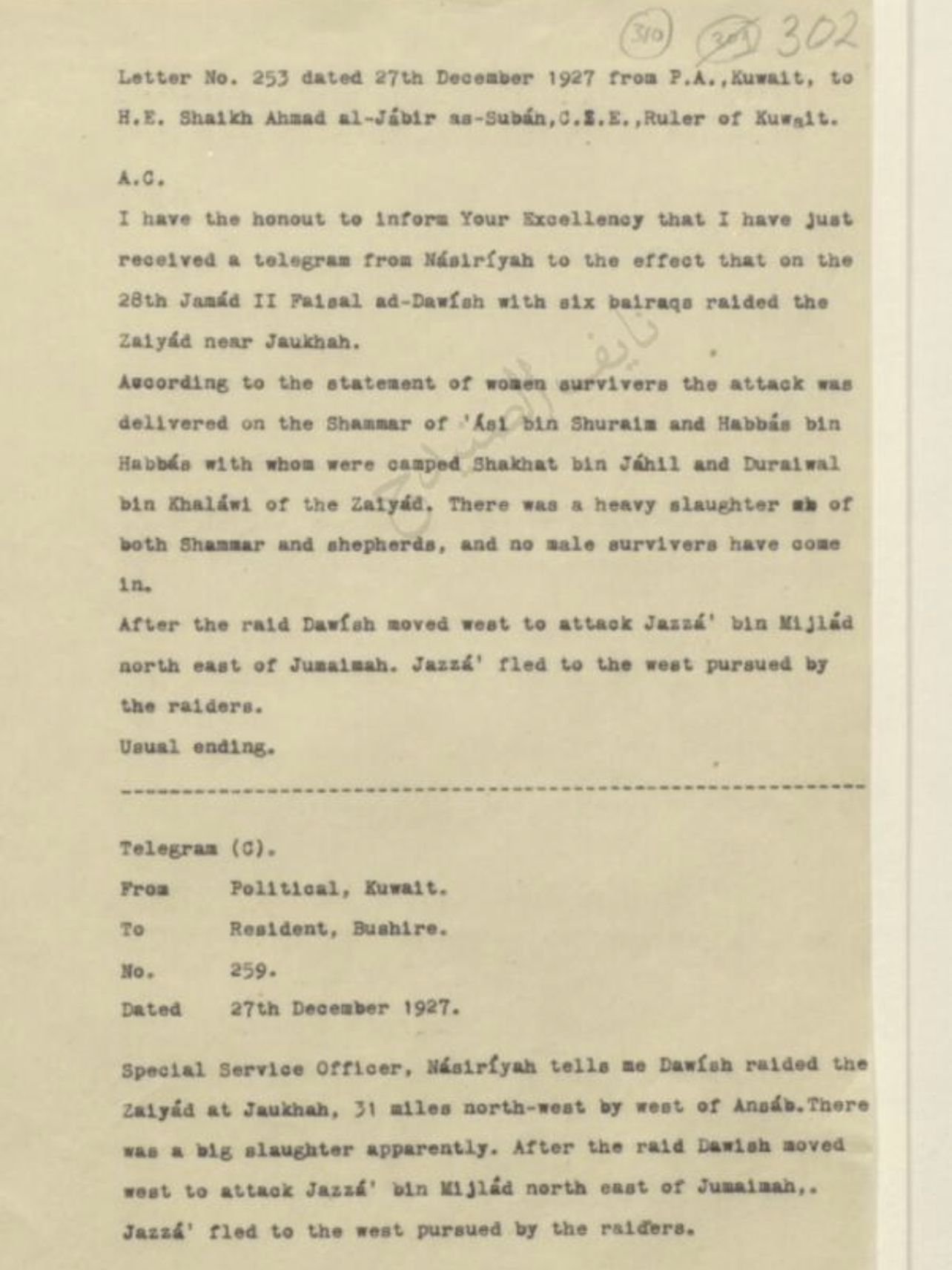
وثيقة مرسلة الى بن صباح عام 1346 هـ

## الفارس هباس والملك عبد العزيز
لازم الفارس هباس الملك عبد العزيز في رحلته في توحيد البلاد وذكر الزركلي موقف حدث للملك عبد العزيز آل سعود مع هباس وآخرون في معركة كنزان وهي كالآتي :
ففي يوم من الأيام، كان جالسًا، وكان عنده فيصل الدويش وفيصل بن حشر وهباس بن هرشان، فتسلق أحد افراد العجمان نخلة، وأطلق النار عليه. فلما احسوا بوقع الرصاصة بينهم، قال الدويش - : اخو جوزا ! هل أنت سالم يا عبد العزيز ؟ قال : أنا سالم ولكن هل أنتم سالمون ؟ ولم يتزحزح عن محله .
وبعد لحظة قال للجند المحيطون به : ابتعدوا فإني أريد أن اختصر بالجماعة فلما ابتعد الجند، قال لهم عبد العزيز : الرصاصة اصابتني في فخذي، ولكني ان شاء الله سليم … فأنا استند عليكم، بحجة أن رجلي تخدرت من الجلوس، إلى ان ادخل الى الخيمة . وأنت يا هباس بن هرشان، احمل الفرشة لئلا يرى الجند الدم فيها. … 
ويضيف الشيخ متعب بن نايف بن هباس من مرويات جده الكثيرة عن شهامة وحكمة الملك عبد العزيز رحمه الله هذا الموقف؛ حيث عثر جنود الملك عبد العزيز رحمه الله على رجل (من قبيلة شمر) من أهالي حائل يرعى قرب وادي الدواسر، كان ذلك قبل موقعة جراب الشهيرة (بأيام قليلة) والتي قاتل فيها جيش الملك عبد العزيز جيش ابن رشيد حاكم حائل، فاقتاد الجنود هذا الرجل إلى الملك عبد العزيز الذي أخذ يسأله عن عدة أمور فأخبره الرجل أنه يريد الذهاب إلى أهله في حائل، فخشي الملك عبد العزيز بحكمة المحارب أن يخبر هذا الرجل ابن رشيد عن جيشه ويتجسس عليه، فأمر الحرس أن يسجنوه حتى تنتهي المعركة والتي كان قد تبقى لها خمسة عشر يوماً، وفي السجن أخبره أحد الحراس بوجود الشيخ ابن هباس (من مشايخ قبيلة شمر) مع الملك عبد العزيز واقترح عليه أن يتوسط ابن هباس لإخراجه من السجن، وفعلاً ناشد هذا السجين ابن هباس بأن يتوسط له عند الملك عبد العزيز، وكانت لابن هباس خيمة مجاورة لخيمة الملك عبد العزيز، واستجاب ابن هباس وذهب إلى الملك عبد العزيز وقال له:
أنا أكفل هذا الرجل يا طويل العمر، وأضمن أنه يبقى هنا حتى نهاية المعركة ولا يغادر إذا أخرجته من السجن، فأمر الملك عبد العزيز الحرس بإطلاق سراحه فوراً طالما أن ابن هباس قد كفل هذا الرجل وضمن بقاءه عند الجيش حتى نهاية المعركة بعد خمسة عشر يوماً، ويضيف الشيخ متعب:
وكان هذا الرجل يشارك الملك عبد العزيز مائدة الطعام اليومية طيلة هذه المدة، وبعد انقضاء المعركة الضارية والتي كانت شرسة جداً، وكان وقت الليل وليس في معية جيش الملك عبد العزيز رحمه الله المؤن الكافية والتي تناقصت بفعل المعركة، طلب الملك من رجاله إحضار أي شيء ليأكلوه، فأحضروا له التمر، فسألهم:
من أين أتيتم به؟
قالوا: وجدناه مع الرجل الذي كفله ابن هباس. فاستغرب الملك عبد العزيز رحمه الله، وتساءل قائلاً:
ألا يزال هذا الرجل موجوداً معنا؟ قالوا: نعم، وقد رفض المغادرة أو الهروب وقت احتدام المعركة، فطلبه الملك عبد العزيز، وسأله قائلاً:
لماذا لم تغادر مع ربعك (يقصد أهالي حائل)؟ ولماذا لم تأخذ من المؤن كما أخذ غيرك؟
فرد الرجل قائلاً: لم أكن لأقابل كرمك ووفائك مع ابن هباس ومعي بالخيانة، فأنا تقديراً لموقفك الشهم وتقديمك الثقة على سوء الظن كان لزاماً أن أفعل ما فعلت، وقال بلهجة بدوية: (والله يا طويل العمر لو إني خروف كان سمنت وأنا آكل من مائدتك طوال خمس عشرة ليلة، وأطلقتني بكفالة الشيخ هباس، وما هي من عاداتنا نكران الجميل)، وكان الملك عبد العزيز رحمه الله يعجب بمواقف الرجال ويقدرها، فأمر أصحابه - على قلة إمكاناتهم في تلك الأثناء - بكسوة هذا الرجل وتجهيزه براحلة (ذلول) وبكل ما يحتاج إليه للحاق بأهله في حائل سالماً غانماً 

## معركة جراب
وفي معركة جراب روى فهد المارك :
حدثني الشيخ هباس، كنت في معركة جراب ممتطيا جوادي بجانب الامام عبد العزيز وكان يهمني حراسة الإمام عبد العزيز أكثر مما يهمني النصر ويمضي هباس في وصف المعركة فيقول :
في الفترة الذي كان الإمام عبد العزيز ينظر الى تقدم رجاله الزاحفين الذي هزمو ميسرة جيش ابن رشيد وهم أهل لبدة وهذه الميسرة يعتبر رجالها أقوى وأشد جنود ابن رشيد، وأكثرهم عددًا في تلك الفترة - يقول الراوي : فوجئنا بفرسان شمر يقودهم عقاب بن عجل، ولم يثبت عندي ذلك حتى رأيت الفارس عباس بن علي ممتطيا صهوة جواده، حاملا رمحه، وهو منا قريب كل القرب، وإنما لحسن الحظ نظرة رديئًا، ففي الحال لفت نظر الإمام عبد العزيز مؤكدا له أن المعركة انعكست ضدنا، مثبتًا رؤيتي للفارس عباس، فتبدل اتجاهنا من الهجوم إلى الانسحاب، ويواصل هباس حديثه الى أن قال : عندما انسحبنا كان بعض فرسان شمر قريبين منا إلا أن غبار المعركة الذي أثارته حوافر الخيل من الطرفين، ودخان البواريد جعل المرء منا لا يستطيع أن يميز الصديق من العدو، غير أنني فوجئت بالفارس ندا بن نهير الذي كان حاملا بندقيته، وكنت اعرف أن ندا اصابته لا تخطئ الهدف، ويصف هباس الصوره التي كان بها الحارس لعبدالعزيز أو بالأحرى الصورة التي ملك بها عبد العزيز قلب هباس حتى جعله لا حارسا امينا بل يحاول أن يفتديه بنفسه فيقول هباس : كنت عن يسار عبد العزيز، ولكن لحظة ما رأيت ندا انتقلت من يساره عبد العزيز واصبحت يمينه لأن عبد العزيز كان في مكانه السباق موالي لندا فأردت ان اكون بينه وبين عبد العزيز فقلت في نفسي : إن رأيت ندا انتبه لعبدالعزيز ورآه وحاول ان يصوب بندقيته إليه فسوف أهجم عليه، فإن اصبته بمقتل منه فهذا ما أُريد وإن كان اسرع مني وأصابني تكون الإصابة بي عن الإمام عبد العزيز - وينهي هباس حديثه بقوله : إنني ظننت أن ندا لم يرَا عبد العزيز كما لم يرني، إلا أنني عدت بعد ذلك لأهلي والتقيت بندا، فذهب يحدثني قائلًا : لا تظن أنني لم أرك في تلك المعركة، أو أنني لا اعرف من الذي حلت دوني ودونه هو عبد العزيز بن سعود، لقد عرفتكما، وإنما الذي منعني من الإقدام على عبد العزيز هو أنني رأيتك وضعت نفسك بيني وبينه، وأدركت أن إقدامي على اصابة عبد العزيز يتعذر، ما لم اواجه أحد الأمرين : إما أن تفاجئني فتقتلني، وإما أن أسبقك وأقتلك، وأي واحد منا خسارة على جماعتنا (الويبار) . 

## الشيخ هباس واسرة آل رشيد
هباس يعتبر من خواص الأمير عبد العزيز بن متعب بن عبد الله الرشيد، بل يعتبر ربيب قصر الأمير، ومن أبرز فرسان عصره، ولا يكفي ان يقال إن هباسا من قبيلة شمر فحسب بل ومن عشيرة عَبْدَة عشيرة الأمير ابن رشيد .
وأكثر من هذا وهذاك، كان عبد العزيز الرشيد يعتمد على الفارس هباس بإسناده الملمات الحربية الكبار ذات الشأن الخطر إليه، وهل تريد أكبر دليل على ثقة ابن رشيد بهباس من أنه في الليلة التي قتل فيها الأمير عبد العزيز بن متعب بن عبد الله الرشيد كان هباس أحد الفرسان الثلاثة الذين اختارهم الأمير وانتخبهم من آلاف من فرسانه ليقوموا بمهمة ( سَبْر ) قوم الإمام عبد العزيز، حتى أن هباساً يؤكد أنه كان ومعه رفيقه يسيران وسط فرسان الإمام عبد العزيز وهما على صهوتي فرسهما، وتغلغلا بين الجيش المهاجم حتى بلغا مسافة قريبة من أميره، ثم عاد هباس إلى اميره فأخبره بالهجوم الذي شنه الإمام عبد العزيز في آخر الليل .
وشارك مع الأمير محمد بن عبد الله بن رشيد، وهو ابن العشرين ربيعاً في معركته عندما غزا بعض القبائل في الشمال، كما كان للشيخ "هباس" مشاركات حربية مع الأمير عبد العزيز المتعب الرشيد، وكان له موقف مع الفارس "سواد بن ركيان العتيبي"، ومما يذكر أيضاً أنهما التقيا عند الملك عبد العزيز لاحقاً وسأل "ابن ركيان"، قائلاً:"هل تعرف هباس بن هرشان يا سواد"؟ فردّ قائلاً: "هذا شأن الرجال"، ومن مواقف الشجاعة ما أبداه "هباس" في معركة الطرفية المعروفة ب"الصريف" عام 1901م، حيث قاد الأمير عبد العزيز المتعب الرشيد الجيش ووزع بيارق الخصم (ابن صباح) على فرسان شمر ومن ضمنهم "هباس"، واستطاع الإتيان بأحد بيارق الخصم . 
في سنة 1333هـ
كان سعود بن عبد العزيز بن متعب الرشيد قد أرسل سرية ومعهم أحد عبيده لقتل هباس فذهب هباس مغاضبا له وانضم لجيش الملك عبد العزيز آل سعود بعد ذلك بسنوات حاصر نواف بن شعلان ومن معه من القبائل ابن رشيد في الجوف سنة 1338هـ لكن نجدة كبيرة وصلت من قبيلة شمر، وسبقهما هباس وابن مسطح يبشران ابن رشيد أن شمر جاءو لإنقاذه، وحينما سمعوا صوته أقسم أتباع ابن رشيد أن هذا صوت هباس، فتعجب ابن رشيد من فعلته وقدرها، وقال حجي الرماحي من التريبان من الدغيرات وهو من أتباع ابن رشيد الاحدية التالية :
العبد لو أنه ذبح هباس، يا أمير من يسطي عليك بليل
عوق العديم ليا خذا مرواس، يقلط الى هاب الذليل 

## الشيخ نايف بن هباس الهباس
هو الأمير نايف بن هباس بن هرشان الهباس، أحد اجاويد العرب المعاصرين، ورث جوده وزعامة من أهله الكرام، ونشأ في حجر والده الفارس هباس بن هرشان الهباس من مشاهير نجد وفرسانها .
وصاحب السيرة هو ابنه نايف بن هباس الذي ولد بحائل سنة ١٣٣٦ هـ وحفظ شيئا من القران الكريم وتعلم الفروسية من والده حتى أصبح من اهلها، وهو من قبيلة عبده احدى كبائر عشائر، شمر، وخاله المرحوم الشيخ / عبد الله بن دهيثم، من مشاهير، سنجارة، ورجالها الميامين - ال مختار - ويعتبر نايف بن هباس من كبار مشائخ شمر وأثقلهم وزنا لدى القبائل عامة .
وذكر المؤرخ ابن عقيل الظاهري في وصف نايف بن هباس :
"كان من شيوخ القبائل البارزين الذين عرفوا بالحكمة وبعد النظر والحرص على فعل الخير ومساعدة الناس, وقد بنى على ما ورثه من والده, وأسس لنفسه وأسرته سمعة واسعة لدى شيوخ القبائل عامة وقبيلة شمر خاصة: فقد تزعم عشيرة الربيعية من عبده أحد أكبر أفخاذ شمر العريقة". ويستطرد الظاهري قائلاً "وتوافدت عليه أعداد كبيرة من داخل المملكة وخارجها؛ نظراً لما كان يتمتع به من سمعة وشهرة بين القبائل"